# Daniel DeKeyser
Daniel Christopher DeKeyser, dit Danny DeKeyser (né le 7 mars 1990 à Macomb Township dans l’État du Michigan aux États-Unis) est un joueur professionnel américain de hockey sur glace. Il évolue au poste de défenseur.

## Biographie

### Carrière en club
DeKeyser débute dans le hockey junior dans la région de Détroit et joue le hockey midget U18 avec le programme AAA Compuware 2006-2008 avant de signer avec les Smoke Eaters de Trail Jr. A. de la Ligue de hockey de la Colombie-Britannique au Canada. DeKeyser s'engage à jouer au hockey sur glace pour les Broncos de Western Michigan après avoir joué pour Musketeers de Sioux City de l'USHL la saison 2009-10. Avec les Broncos, DeKeyser a accumulé 49 points en carrière sur 12 buts et 37 passes. Il a été nommé dans la deuxième équipe All-American dans sa deuxième année et les années juniors ainsi que meilleur défenseur défensif de la CCHA en saisons consécutives.
Après trois ans au sein de Western Michigan, DeKeyser est poursuivi[pas clair] par plusieurs équipes à travers la LNH. Finalement, il décide de jouer pour l'équipe de sa ville natale et signe un contrat de deux ans avec les Red Wings le 29 mars 2013. Il commence à jouer à Détroit une semaine plus tard, et il marque son premier point dans la LNH face aux Predators de Nashville le 14 avril 2013.
Le 26 juin 2016, il signe un nouveau contrat de six ans avec les Red Wings.

### Carrière internationale
Il représente les États-Unis au niveau international.

## Statistiques

### En club
| Saison     | Équipe                      | Ligue      |     | Saison régulière | Saison régulière | Saison régulière | Saison régulière | Saison régulière |   | Séries éliminatoires | Séries éliminatoires | Séries éliminatoires | Séries éliminatoires | Séries éliminatoires |
| Saison     | Équipe                      | Ligue      | PJ  | B                | A                | Pts              | Pun              | PJ               | B | A                    | Pts                  | Pun                  |                      |                      |
| 2008-2009  | Smoke Eaters de Trail       | LHCB       | 58  | 8                | 17               | 25               | 12               | 3                | 1 | 0                    | 1                    | 4                    |                      |                      |
| 2009-2010  | Musketeers de Sioux City    | USHL       | 41  | 1                | 10               | 11               | 12               | -                | - | -                    | -                    | -                    |                      |                      |
| 2010-2011  | Broncos de Western Michigan | CCHA       | 42  | 5                | 12               | 17               | 43               | -                | - | -                    | -                    | -                    |                      |                      |
| 2011-2012  | Broncos de Western Michigan | CCHA       | 41  | 5                | 12               | 17               | 42               | -                | - | -                    | -                    | -                    |                      |                      |
| 2012-2013  | Broncos de Western Michigan | CCHA       | 35  | 2                | 13               | 15               | 22               | -                | - | -                    | -                    | -                    |                      |                      |
| 2012-2013  | Red Wings de Détroit        | LNH        | 11  | 0                | 1                | 1                | 2                | 2                | 0 | 0                    | 0                    | 0                    |                      |                      |
| 2012-2013  | Griffins de Grand Rapids    | LAH        | -   | -                | -                | -                | -                | 6                | 0 | 1                    | 1                    | 8                    |                      |                      |
| 2013-2014  | Red Wings de Détroit        | LNH        | 65  | 4                | 19               | 23               | 30               | 5                | 0 | 0                    | 0                    | 6                    |                      |                      |
| 2014-2015  | Red Wings de Détroit        | LNH        | 80  | 2                | 29               | 31               | 42               | 7                | 1 | 0                    | 1                    | 12                   |                      |                      |
| 2015-2016  | Red Wings de Détroit        | LNH        | 78  | 8                | 12               | 20               | 44               | 5                | 0 | 1                    | 1                    | 4                    |                      |                      |
| 2016-2017  | Red Wings de Détroit        | LNH        | 82  | 4                | 8                | 12               | 33               | -                | - | -                    | -                    | -                    |                      |                      |
| 2017-2018  | Red Wings de Détroit        | LNH        | 65  | 6                | 6                | 12               | 28               | -                | - | -                    | -                    | -                    |                      |                      |
| 2018-2019  | Red Wings de Détroit        | LNH        | 52  | 5                | 15               | 20               | 39               | -                | - | -                    | -                    | -                    |                      |                      |
| 2019-2020  | Red Wings de Détroit        | LNH        | 8   | 0                | 4                | 4                | 4                | -                | - | -                    | -                    | -                    |                      |                      |
| 2020-2021  | Red Wings de Détroit        | LNH        | 47  | 4                | 8                | 12               | 18               | -                | - | -                    | -                    | -                    |                      |                      |
| 2021-2022  | Red Wings de Détroit        | LNH        | 59  | 0                | 11               | 11               | 26               | -                | - | -                    | -                    | -                    |                      |                      |
| 2022-2023  | Marlies de Toronto          | LAH        | 3   | 1                | 0                | 1                | 0                | -                | - | -                    | -                    | -                    |                      |                      |
| Totaux LNH | Totaux LNH                  | Totaux LNH | 547 | 33               | 113              | 146              | 266              | 19               | 1 | 1                    | 2                    | 22                   |                      |                      |

### En équipe nationale
| Année | Compétition          |   | PJ | B | A | Pts | Pun      |  | Résultat |
| 2014  | Championnat du monde | 8 | 0  | 2 | 2 | 16  | 6e place |  |          |
| 2017  | Championnat du monde | 8 | 0  | 0 | 0 | 6   | 5e place |  |          |

## Trophées et distinstions

### Ligue américaine de hockey
- 2012-2013 : remporte la Coupe Calder avec les Griffins de Grand Rapids